# Matthew Morgan
Pour les articles homonymes, voir Morgan.
Pas d'image ? Cliquez ici

a Compétitions nationales et continentales officielles uniquement.

b Matchs officiels uniquement.
Dernière mise à jour le 19 octobre 2023.
Matthew James Morgan, né le 23 avril 1992 à Swansea (pays de Galles), est un joueur international gallois de rugby à XV évoluant principalement au poste d'arrière (1,72 m pour 73 kg).

## Biographie
En octobre 2023, il annonce mettre un terme à sa carrière professionnelle.

## Statistiques en équipe du pays de Galles
Matthew Morgan compte cinq sélections avec le pays de Galles. Il obtient sa première sélection le 14 juin 2014 à Durban contre l'Afrique du Sud.
Il participe à une édition de la Coupe du monde, en 2015 où il joue deux rencontres, face à l'Uruguay et les Fidji.

## Palmarès

### En club
- Vainqueur du Championnat d'Angleterre de 2e division en 2015 avec Bristol.
- Vainqueur du Challenge européen en 2018 avec Cardiff.